# Pallavolo ai III Giochi centramericani e caraibici
La pallavolo ai III Giochi centramericani e caraibici si è disputata durante la III edizione dei Giochi centramericani e caraibici, che si è svolta a San Salvador, a El Salvador, nel 1934.

## Podi
| Evento                         | Oro     | Argento     | Bronzo |
| Pallavolo maschile (dettagli)  | Messico | Porto Rico  | Cuba   |
| Pallavolo femminile (dettagli) | Messico | El Salvador | -      |